# والاس فورد
والاس فورد (انگلیسی: Wallace Ford؛ ۱۲ فوریهٔ ۱۸۹۸ – ۱۱ ژوئن ۱۹۶۶) بازیگر اهل بریتانیا بود. از فیلم‌هایی که وی در آن نقش داشته است، می‌توان به افسون‌شده، تکه‌ای آبی، خبرچین، سایه یک شک، طلسم‌شده، مأموران خزانه‌داری، تلاش واپسین، عجیب‌الخلقه‌ها، هاروی، خون بر خورشید، نقطه فروپاشی، صحنه‌سازی و پزشکان اشاره کرد.